# Tom Holland (acteur)
Pour les articles homonymes, voir Tom Holland et Holland.
Thomas Stanley Holland, dit Tom Holland est un acteur britannique né le 1er juin 1996 à Kingston upon Thames.
Il commence sa carrière au cinéma en 2012 dans le film The Impossible de Juan Antonio Bayona, avec Ewan McGregor et Naomi Watts.
Il devient mondialement connu en reprenant le rôle du super-héros Spider-Man (succédant a Tobey Maguire et Andrew Garfield) dans l'Univers cinématographique Marvel, dans Captain America: Civil War (2016), Spider-Man: Homecoming (2017), Spider-Man: Far From Home (2019)  Spider-Man: No Way Home (2021) et Spider-Man: Brand New Day (2026)

## Biographie

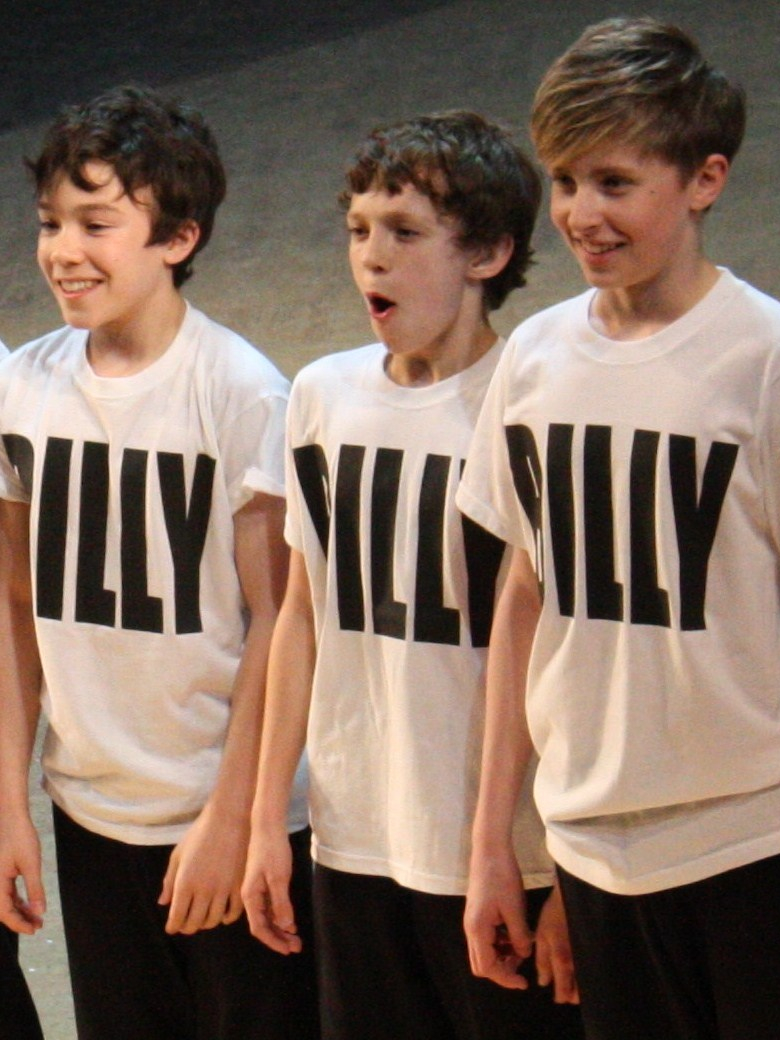
Tom Holland (au centre) lors d'une représentation de Billy Elliot, the Musical, le 31 mars 2010.

### Jeunesse et formation
Tom Holland est le fils de Nicola Elizabeth Frost, et Dominic Holland. Il a trois frères, Sam et Harry, des jumeaux nés en 1999, et Patrick (surnommé Paddy) né en 2004.
Il étudie à la Donhead Preparatory School à Wimbledon puis au Wimbledon College. Il termine ensuite à la BRIT School for Performing Arts and Technology à Selhurst, une banlieue de Londres.
Il se passionne pour la danse lors d'un cours de hip-hop à la Nifty Feet Dance School de Wimbledon. Il est repéré par Lynne Page, l’associée de Peter Darling, le chorégraphe du film Billy Elliot et de son adaptation en comédie musicale, Billy Elliot, the Musical.
Il est passionné de golf. Il y a été initié par son père et continue de pratiquer. Il a une chienne, nommé Tessa.

### Carrière

#### Débuts d'acteur (années 2000)
En 2008, il rejoint la comédie musicale Billy Elliot, the Musical après huit auditions et deux ans d'entraînement. Il rejoint le spectacle pour interpréter Michael, le meilleur ami de Billy, mais il deviendra Billy.
Sa performance reçoit des critiques positives et il apparaît sur plusieurs plateaux de télévisions pour interpréter des scènes du spectacle. Il partage le rôle avec trois autres acteurs, alternant les représentation. En mai 2010, il joue une dernière fois le rôle avant de quitter la troupe.
En 2012, il fait ses premiers pas au cinéma dans le film The Impossible de Juan Antonio Bayona, aux côtés de Naomi Watts et Ewan McGregor. La première du film a lieu au festival international du film de Toronto. Le film puis la prestation de Tom sont salués par la critique, et il reçoit de nombreux prix pour son interprétation.
En 2013, il joue dans le film Maintenant c'est ma vie (How I Live Now) de Kevin Macdonald, puis il interprète le marin Thomas Nickerson dans le film Au cœur de l'océan (In the Heart of the Sea) de Ron Howard en 2015. La même année, il rejoint la distribution de la mini-série Dans l'ombre des Tudors (Wolf Hall).

#### Percée à Hollywood (depuis 2015)

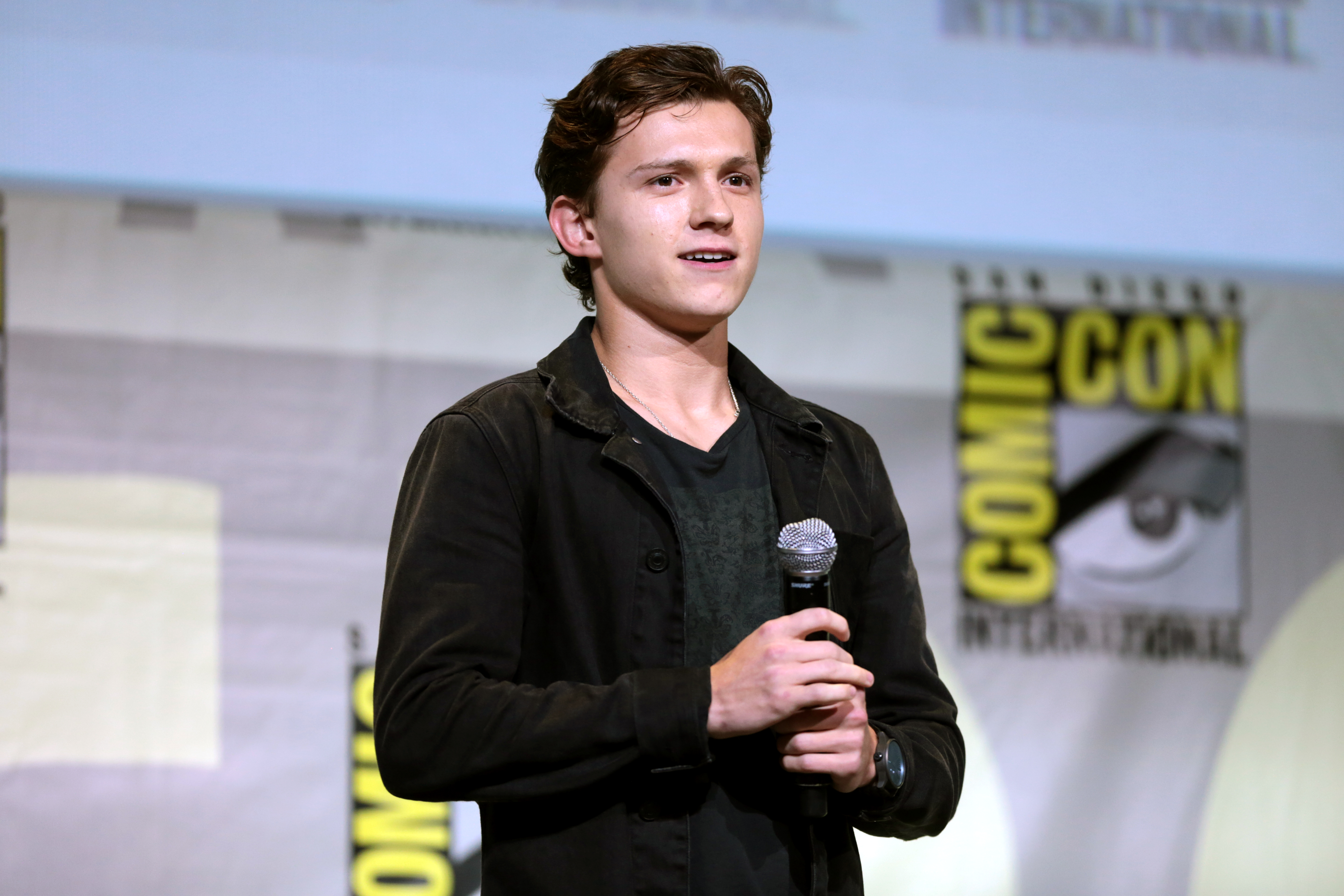
Tom Holland au San Diego Comic-Con 2016, pour la promotion de Spider-Man: Homecoming.

En juin 2015, il est annoncé que Tom Holland prendra le rôle du célèbre personnage de Marvel, Peter Parker / Spider-Man, qui prendra place dans l'univers cinématographique Marvel. Cependant, le personnage appartenant au studio Sony, l'acteur bénéficie d'un statut à part, contrairement aux autres acteurs, qui signent souvent un contrat pour six films. Spider-Man est ainsi «prêté» à Marvel pour tenir le rôle dans l’univers cinématographique Marvel.
Le premier film est Captain America: Civil War d'Anthony et Joe Russo, sorti en 2016, le deuxième film est Spider-Man: Homecoming de Jon Watts sorti en 2017, 
La fin de la décennie est marquée pour l’acteur concluant, le premier contrat entre Sony et Disney le troisième film est Avengers: Infinity War (2018) est le quatrième Avengers: Endgame (2019) d'Anthony et Joe Russo, le cinquième est Spider-Man: Far From Home de Jon Watts, les trois films concluent la phase III de l'univers cinématographique Marvel.
En septembre 2020, il est dans le film Netflix Le Diable, tout le temps avec Robert Pattinson et Sebastian Stan. Le film se déroule pendant la Seconde Guerre mondiale et continue jusqu'à la période de la guerre du Viêt Nam.
En février 2021 sort le film Cherry d'Anthony et Joe Russo, puis sur la plateforme Apple TV+ le 12 mars 2021.
En mars 2021, il est à l’affiche du film Chaos Walking de Doug Liman au côté de Daisy Ridley.
En 2022, après la sortie de Spider-Man: No Way Home, qui a rencontré un énorme succès dans le monde, l'acteur revient dans le rôle de Nathan Drake dans le film Uncharted. En 2023, il tient le rôle principal de Danny Sullivan, un personnage inspiré du criminel américain Billy Milligan, dans la série The Crowded Room qui lui obtient une nomination aux Critics' Choice Television Awards dans la catégorie du meilleur acteur dans une mini-série ou un téléfilm. Les critiques saluent sa performance mais qui ne fait pas l'unanimité.
En décembre 2024, il lance sa propre boîte de production avec son frère, Harry Holland, et Will South. Ils signent un partenariat avec Sony, et travaillent sur trois films différents: Burnt, The Rosie Project (adapté du livre de Graeme Simsion) et The Winner (adapté du livre de Teddy Wayne).
Le 30 juin 2025, il est annoncé par le magazine Variety comme le potentiel nouveau James Bond.

### Vie privée
Il vit à Kingston upon Thames dans la banlieue de Londres, près de ses parents.
Avec ses frères, il crée en 2017 l'association caritative The Brothers Trust dont le but est de récolter de l'argent pour diverses causes.
Le 19 novembre 2021, il officialise son couple avec l'actrice Zendaya, avec qui il partage les films Spider-Man.
En août 2022, il quitte les réseaux sociaux pour préserver sa santé mentale.
Après avoir été abstème pendant des années, à cause d'une dépendance à l'alcool lors de soirées, il lance en octobre 2024 sa propre marque de bière sans alcool : BERO.
En janvier 2025, après la cérémonie des Golden Globes, des médias, dont TMZ, annoncent que Tom Holland et Zendaya se sont fiancés. L'information sera confirmée en mars par Jacob Batalon, leur ami participant à la saga Spider-man.

## Théâtre
- 2008-2010 : Billy Elliot, the Musical au Victoria Palace Theatre (en) : Michael Caffrey
- 2024 : Romeo & Juliet, au Duke of York's Theatre (en) : Romeo Montague

## Filmographie

### En tant qu’acteur

#### Longs métrages
- 2012 : The Impossible de Juan Antonio Bayona : Lucas Bennett
- 2013 : Maintenant c'est ma vie (How I Live Now) de Kevin Macdonald : Isaac
- 2013 : Locke de Steven Knight : Eddie Locke
- 2015 : Au cœur de l'océan (In the Heart of the Sea) de Ron Howard : Thomas Nickerson
- 2016 : Escapade Fatale (Edge of Winter) de Rob Connolly : Bradley Baker
- 2016 : Captain America: Civil War d'Anthony et Joe Russo : Peter Parker / Spider-Man
- 2017 : The Lost City of Z de James Gray : Jack Fawcett
- 2017 : Last Crusade - Les Gardiens de la relique (Pilgrimage) de Brendan Muldowney : Frère Diarmuid, le novice
- 2017 : Spider-Man: Homecoming de Jon Watts : Peter Parker / Spider-Man
- 2017 : The Current War de Alfonso Gomez-Rejon : Samuel Insull
- 2018 : Avengers: Infinity War d'Anthony et Joe Russo : Peter Parker / Spider-Man
- 2019 : Avengers: Endgame d'Anthony et Joe Russo : Peter Parker / Spider-Man
- 2019 : Spider-Man: Far From Home de Jon Watts : Peter Parker / Spider-Man
- 2020 : Le Diable, tout le temps (The Devil All The Time) d'Antonio Campos : Arvin Russell
- 2021 : Cherry d'Anthony et Joe Russo : Cherry
- 2021 : Chaos Walking de Doug Liman : Todd Hewitt
- 2021 : Spider-Man: No Way Home de Jon Watts : Peter Parker / Spider-Man
- 2022 : Uncharted de Ruben Fleischer : Nathan Drake

Prochainement
- 2026 : The Odyssey de Christopher Nolan : Télémaque
- 2026 : Spider-Man : Brand New Day de Destin Daniel Cretton : Peter Parker / Spider-Man
- Avengers: Secret Wars d'Anthony et Joe Russo : Peter Parker / Spider-Man
- The Partner de Graham Moore
- American Speed de Dan Wiedenhaupt
- Biopic sur Fred Astaire (sans nom) de Paul King

#### Courts métrages
- 2013 : Moments de Lloyd Cook : un garçon
- 2023 : Last Call de Harry Holland : Charlie

#### Séries télévisées
- 2015 : Dans l'ombre des Tudors (Wolf Hall) : Gregory Cromwell (mini-série, quatre épisodes)
- 2023 : The Crowded Room : Danny Sullivan

Voxographie
- 2019 : Les Incognitos (Spies in Disguise) de Nick Bruno (en) et Troy Quane : Walter (voix)
- 2020 : Le Voyage du Docteur Dolittle (Dolittle) de Stephen Gaghan : Jip, le chien (voix)
- 2020 : En avant (Onward) de Dan Scanlon : Ian Lightfoot (voix)[15]

### En tant que réalisateur
- 2015 : Tweet (court métrage)

### En tant que producteur

#### Prochainement
- Burnt
- The Rosie Project
- The Winner

## Distinctions
Sauf indication contraire, les informations mentionnées dans cette section peuvent être confirmées par la base de données cinématographiques IMDb,  présente dans la section « Liens externes ».

### Récompenses
- Hollywood Film Awards 2013 : Prix Spotlight pour The Impossible
- St. Louis Film Critics Association Awards 2013 : Prix Special Merit pour The Impossible
- Phoenix Film Critics Society Awards 2013 : Meilleur acteur jeune dans un rôle principal ou secondaire pour The Impossible
- Nevada Film Critics Society 2013 : Meilleure performance par un jeune acteur pour The Impossible
- National Board of Review 2013 : Meilleur espoir pour The Impossible
- London Film Critics Circle Awards 2013 : Jeune acteur britannique de l'année pour The Impossible
- Online Film & Television Association 2013 : Meilleure performance par un jeune acteur pour The Impossible
- Empire Awards 2013 : Meilleur espoir pour The Impossible
- Young Artist Awards 2013 : Meilleur acteur dans un film pour The Impossible
- Golden Schmoes Awards 2016 : Révélation de l'année pour Captain America: Civil War
- British Academy Film Awards 2017 : Rising Star Awards
- Saturn Awards 2017 : Meilleur jeune acteur pour Captain America: Civil War
- Teen Choice Awards 2017 : Acteur préféré dans un film d'été pour Spider-Man: Homecoming
- Saturn Awards 2018 : Meilleur jeune acteur pour Spider-Man: Homecoming
- Kids' Choice Awards 2022: Meilleur super héros pour Spider-Man: No Way Home

### Nominations
- Washington DC Area Film Critics Association Awards 2013 : Meilleur jeune espoir pour The Impossible
- St. Louis Film Critics Association Awards 2013 : Acteur le plus prometteur pour The Impossible
- Central Ohio Film Critics Association Awards 2013 : Révélation dans un film pour The Impossible
- Critics' Choice Movie Awards 2013 : Meilleur espoir pour The Impossible
- Online Film & Television Association 2013 : Révélation masculine de l'année pour The Impossible
- Cinema Writers Circle Awards 2013 : Meilleur nouvel acteur pour The Impossible
- Prix Goya 2013 : Meilleur espoir masculin pour The Impossible
- Gold Derby Awards 2013 : Révélation de l'année pour The Impossible
- Saturn Awards 2013 : Meilleur jeune acteur pour The Impossible
- CinEuphoria Awards (es) 2013 : Meilleur acteur international pour The Impossible
- Young Artist Awards 2016 : Meilleur second rôle masculin dans un film pour Au cœur de l'océan
- Teen Choice Awards 2016 : Voleur de scène préféré pour Captain America: Civil War
- Empire Awards 2017 : Révélation masculine pour Captain America: Civil War
- London Film Critics Circle 2017 : Meilleure performance par un jeune acteur irlandais/britannique pour Spider-Man: Homecoming
- Teen Choice Awards 2017 : Révélation préférée dans un film pour Spider-Man: Homecoming
- Saturn Awards 2018 : Meilleure performance par un jeune acteur pour Avengers: Infinity War
- Teen Choice Awards 2018 : Acteur préféré dans un film d'action pour Avengers: Infinity War
- Kids' Choice Awards 2020 : Acteur de cinéma préféré pour Spider-Man Far From Home
- Critics' Choice Television Awards 2024 : Meilleur acteur dans une mini-série ou un téléfilm pour The Crowded Room

## Voix francophones
En France, Hugo Brunswick est la voix française régulière de Tom Holland. Il le double dans les films du MCU, Escapade fatale, Cherry, Chaos Walking, Uncharted, The Crowded Room. Gabriel Bismuth-Bienaimé l'a doublé dans Au cœur de l'océan, The Lost City of Z, The Current War. À titre exceptionnel, il est doublé par Jérémy Berguig dans The Impossible, Susan Sindberg dans Maintenant c'est ma vie, Florent Hoxha dans Locke, Benjamin Bollen dans Le Diable, tout le temps, Damien Boisseau dans Le Voyage du Docteur Dolittle.